# مسلم كولي
مسلم كولي (الغوجاراتية : મુસ્લિમ કોલી) (المراثية : मुस्ळिम कोळी) هي مجموعة فرعية دينية من طبقة الهندوس الكولية [الإنجليزية] في الهند وباكستان. يعيش معظم المسلمين الكوليين في ولاية ماهاراشترا وغوجارات في الهند وإقليم السند في باكستان. كان المسلمون الكوليس هندوسًا ديانتهم ولكنهم تحولوا لاحقًا إلى الإسلام وقبلوا الإسلام.
يعيش المسلمون اللكوليون في ولاية ماهاراشترا ولهم علاقة ممتازة مع المسيحيين الكوليين [الإنجليزية] في الولاية.

## الألقاب
- الباتيل [الإنجليزية]: يستخدم المسلمون الكولييون اللقب في ولاية جوجارات الباتيل كلقب لهم مثل الكوليس الهندوس.[4]

## الطبقات الفرعية
- يُعرف المسلمون الكوليس في ولاية جوجارات باسم وادها كولي [الإنجليزية] ويوجد معظمهم في منطقة كوتش في الولاية. [5]
- المسلمون الكوليون في كونكان في ماهاراشترا المعروفون باسم ماهيجير مسلم كوليس الذين كان أجدادهم كوليون هندوس.[6]
- المسلمون الماكوانا [الإنجليزية] في ولاية غوجارات هم من الكولي حسب الطبقة الذين اعتنقوا الإسلام أثناء الحكم الإسلامي في ولاية غوجارات.[7]

## شخصيات بارزة
- ياقوت خان ، أميرال البحرية المغولية [الإنجليزية] ومدير ولاية جانجيرا.[8]